# Хилл, Кимберли
Кимберли Хилл (англ. Kimberly Hill; род. 30 ноября 1989 года, Портленд) — американская волейболистка, нападающая-доигровщица. олимпийская чемпионка 2020, чемпионка мира 2014.

## Карьера

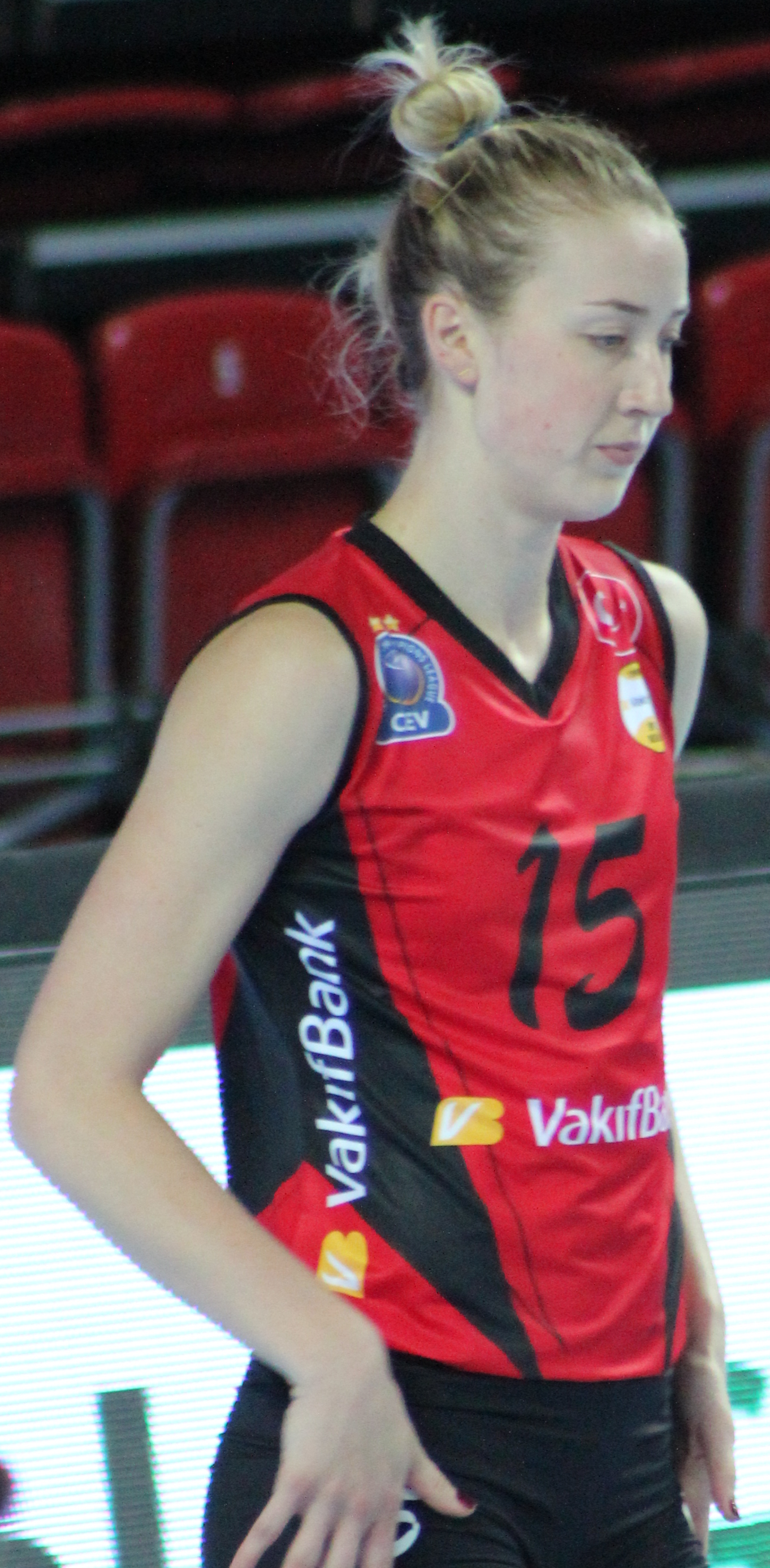
Кимберли Хилл в 2016 году

С 2008 по 2012 год Кимберли Хилл училась в Университете Пеппердайна и выступала на местную волейбольную команду «Pepperdine Waves». В 2012 и 2013 годах играла в пляжный волейбол, потом приняла решение сконцентрироваться на классическом волейболе и в том же году дебютировала в составе национальной сборной США, где стала игроком стартового состава и завоевала серебро на Всемирном Кубке чемпионов в Японии.
На чемпионате мира 2014 года, который прошел в Италии, американки впервые в истории стали чемпионками, обыграв в финальной игре китаянок со счётом 3:1. Хилл была главной ударной силой сборной, в финальной игре она стала самым результативным игроком, набрав 20 очков, из которых 19 — в атаке. По результатам турнира Кимберли не только вошла в символическую сборную вместе с китайской доигровщицей Чжу Тин, но и выиграла приз самому ценному игроку.
В 2015 году американка завоевала первый клубный трофей в карьеры, выиграв Кубок Италии с командой «Игор Горгондзола». Два следующих сезона Хилл провела в составе турецкого «Вакыфбанка», с которым выиграла национальный чемпионат, Лигу Чемпионов и клубный чемпионат мира. В 2017 году вернулась в Италию, подписав контракт с «Имоко Воллей», с которым сразу стала чемпионкой Италии.
На Олимпийских играх 2016 года американки дошли до полуфинала, где уступили в пяти сетах сборной Сербии. Эту игру Хилл провела неудачно, набрав всего два очка, зато в матче за 3-е место она вновь стала лучшей в своей сборной, набрав 19 очков, чем помогла американкам обыграть в четырёх сетах сборную Нидерландов и завоевать бронзовые медали.
На перенесённых из-за пандемии коронавируса Олимпийских играх с 2020 на 2021 год стала олимпийской чемпионкой в составе своей сборной, американки разгромили в финале бразильянок со счётом 3:0 и впервые в истории выиграли женский олимпийский турнир.
После олимпийского триумфа Хилл объявила о завершении игровой карьеры. В том же году назначена тренером команды университета штата Калифорния в Лонг-Биче.

### Клубная карьера
- 2012—2015 —  Университет Пеппердайна;
- 2013—2014 —  «Атом Трефль» (Сопот);
- 2014—2015 —  «Игор Горгондзола» (Новара);
- 2015—2017 —  «Вакыфбанк» (Стамбул);
- 2017—2021 —  «Имоко Воллей» (Конельяно).

## Достижения

### Со сборной США
- Олимпийская чемпионка 2020;
  - бронзовый призёр Олимпийских игр 2016.
- чемпионка мира 2014.
- серебряный (2019) и бронзовый (2015) призёр розыгрышей Кубка мира.
- серебряный (2013) и бронзовый (2017) призёр розыгрышей Всемирного Кубка чемпионов.
- победитель Мирового Гран-при 2015;
  - серебряный призёр Гран-при 2016.
- двукратный победитель Лиги наций — 2018, 2021.
- чемпионка NORCECA 2013;
  - серебряный призёр чемпионата NORCECA 2019.
- победитель розыгрыша Панамериканского Кубка 2013.

### С клубами
- бронзовый призёр чемпионата Польши 2014.
- чемпионка Турции 2016;
  - бронзовый призёр чемпионата Турции 2017.
- серебряный призёр Кубка Турции 2017;
  - серебряный призёр Кубка Турции 2018.
- 3-кратная чемпионка Италии — 2018, 2019, 2021;
  - серебряный призёр чемпионата Италии 2015.
- 3-кратный победитель розыгрышей Кубка Италии — 2015, 2020, 2021;
  - двукратный серебряный призёр Кубка Италии — 2018, 2019.
- 3-кратный обладатель Суперкубка Италии — 2018, 2019, 2020.

- двукратный победитель Лиги чемпионов ЕКВ — 2017, 2021;
  - двукратный серебряный (2016, 2019) и бронзовый (2018) призёр Лиги чемпионов ЕКВ.
- чемпионка мира среди клубных команд 2019;
  - бронзовый призёр клубного чемпионата мира 2016.

### Индивидуальные
- 2014: MVP и лучшая доигровщица (одна из двух) чемпионата мира.
- 2016: лучшая доигровщица (одна из двух) Лиги чемпионов ЕКВ.
- 2016: MVP чемпионата Турции.
- 2016: лучшая доигровщица (одна из двух) Мирового Гран-при.
- 2017: лучшая доигровщица (одна из двух) Лиги чемпионов ЕКВ.
- 2018: лучшая доигровщица (одна из двух) Лиги чемпионов ЕКВ.
- 2019: лучшая доигровщица (одна из двух) клубного чемпионата мира.